# Frank Rosen
Frank Rosen (Amersfoort, 16 maart 1946) is een Nederlands beeldend kunstenaar.

## Leven en werk
Rosen werd in 1946 in Amersfoort geboren. Hij volgde de opleiding aan de Gerrit Rietveld Academie in Amsterdam. Hij was een leerling van Theo Kurpershoek en van Ap Sok. Rosen is werkzaam op meerdere terreinen van de beeldende kunst, onder meer als schilder, etser en beeldhouwer. Daarvoor was hij ook als decorontwerper bij de NOS werkzaam. Hij ontwierp onder meer het decor voor het televisieprogramma Zo Vader, Zo Zoon en was als artdirector betrokken bij de serie Sil de Strandjutter. Hij illustreerde ook boeken van Gertie Evenhuis en van Beccy de Vries. In de publieke ruimte van meerdere plaatsen in Nederland is werk van zijn hand te vinden. Daarnaast ontwierp hij ook het bronzen borstbeeld van Annie M.G. Schmidt voor de Annie M.G. Schmidt-prijs, die jaarlijks wordt toegekend voor het beste theaterlied van het afgelopen jaar.

## Werk in de publieke ruimte (selectie)
- Annie M. G. Schmidt - Kapelle (2009)
- Theaterclown - Hoorn (2004)
- Herman Brood - Zwolle (2001)
- De Toneelspeler (2000)
- Ziekenfondsbode - Amersfoort (1999)
- Het Schaap Veronica - Egmond aan den Hoef (1998)
- Dikkertje Dap - Amsterdam (1995)
- Moeder en kind - Zandvoort (1995)
- Florrie Rodrigo - Amsterdam, Stadsschouwburg (1993)

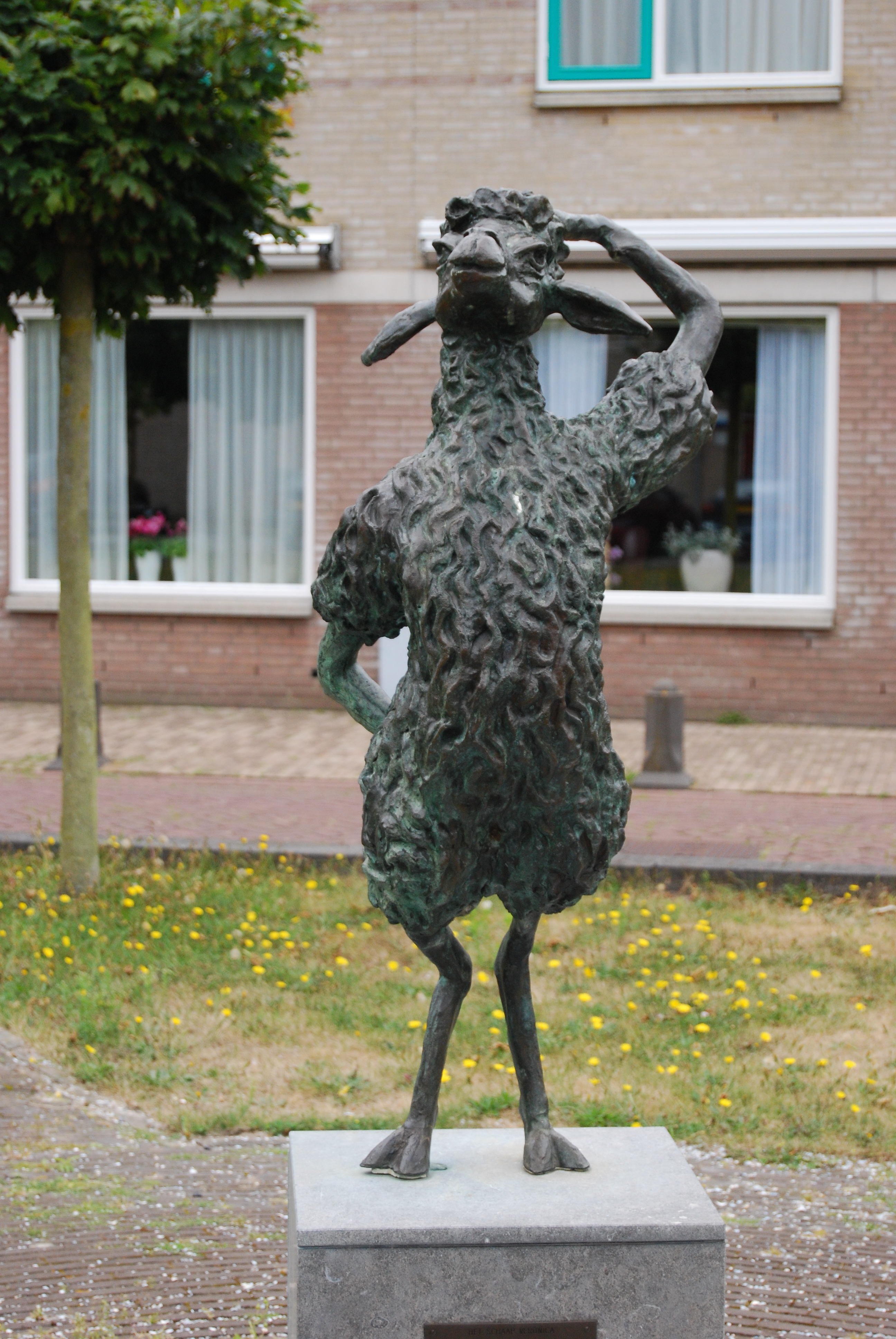
Het Schaap Veronica (1998), Egmond aan den Hoef
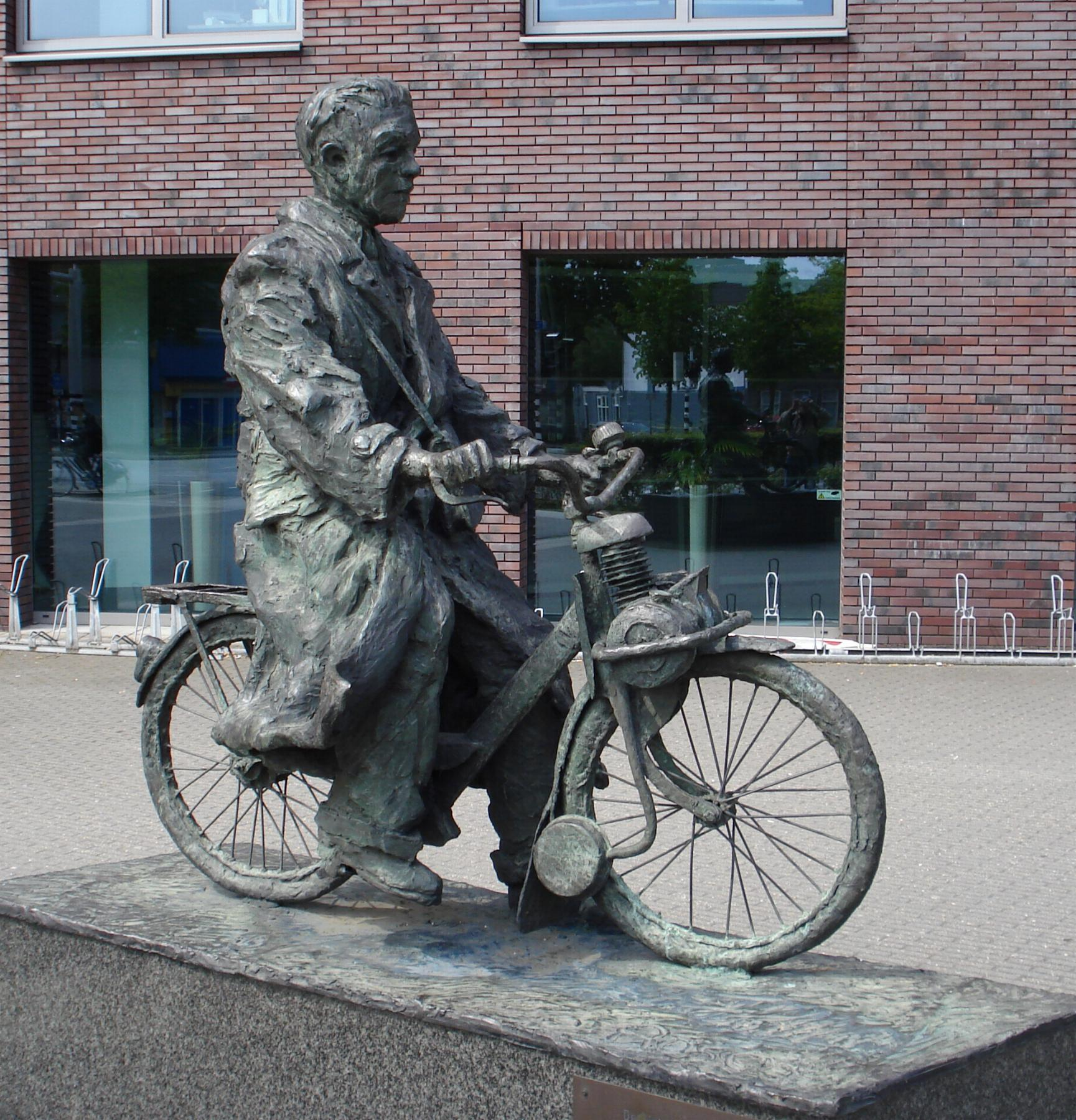
Ziekenfondsbode (1999), Amersfoort
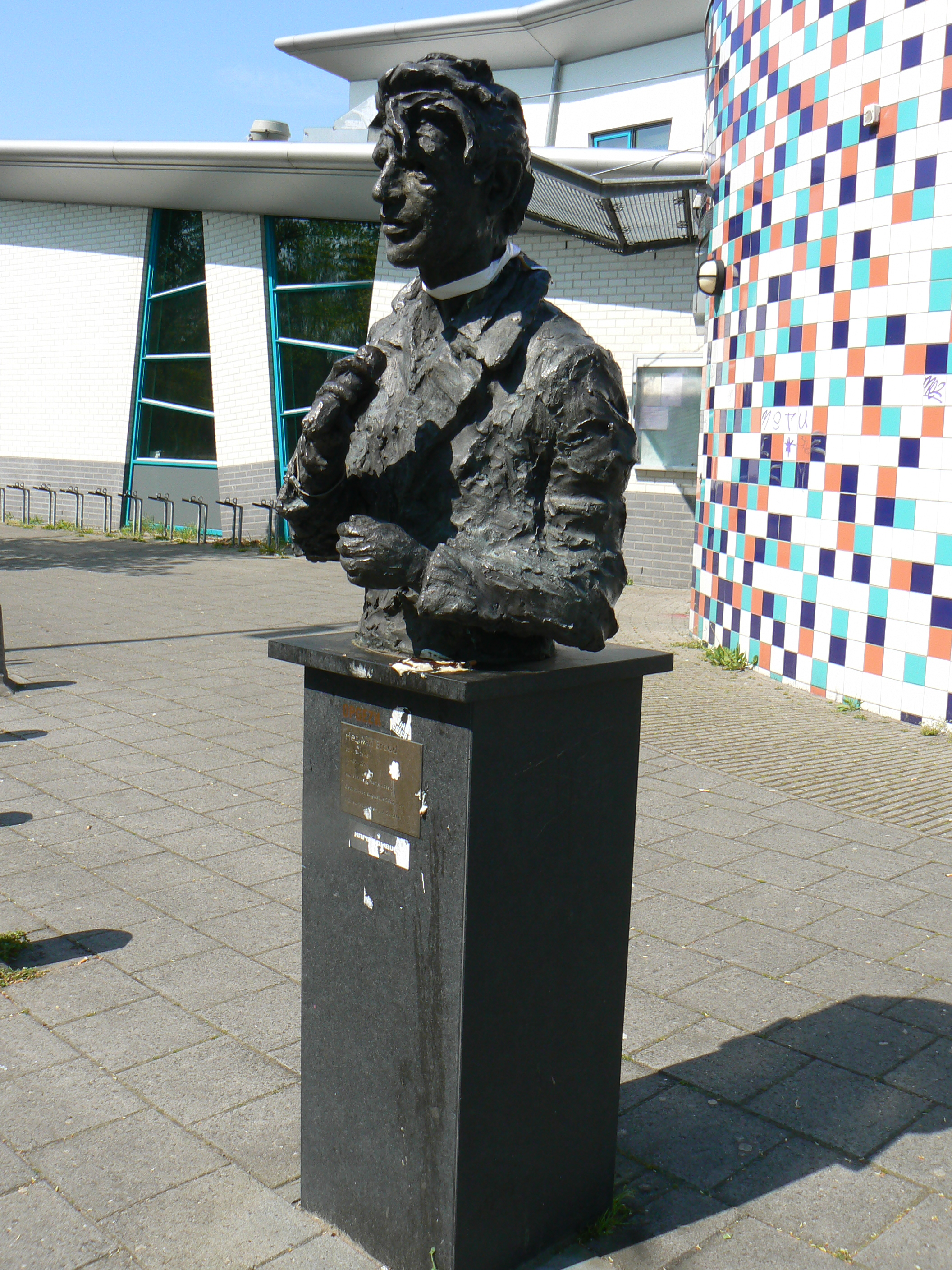
Herman Brood (2001), Zwolle